# Nectopsyche lahontanensis
Nectopsyche lahontanensis är en nattsländeart som beskrevs av Haddock 1977. Nectopsyche lahontanensis ingår i släktet Nectopsyche och familjen långhornssländor. Inga underarter finns listade i Catalogue of Life.